# وزندان (مقاطعة فامنين)
وزندان (بالفارسية: وزندان) هي قرية تقع في قسم بيشخور الريفي (مقاطعة فامنين) في إيران. يقدر عدد سكانها بـ 95 نسمة .